# 1754 en architecture
| Années de l'architecture : 1751 - 1752 - 1753 - 1754 - 1755 - 1756 - 1757    |
| Décennies de l'architecture : 1720 - 1730 - 1740 - 1750 - 1760 - 1770 - 1780 |

Cet article présente les faits marquants de l'année 1754 en architecture.

## Réalisations

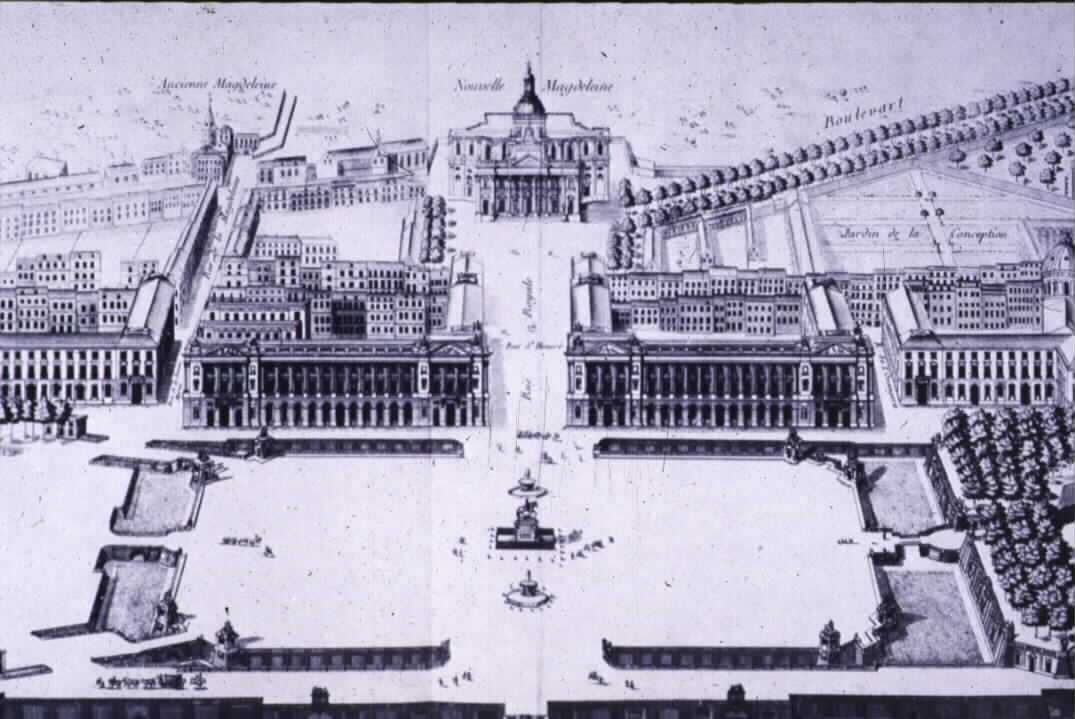
Le projet de Gabriel pour la place Louis XV

- Achèvement de la place Louis XV (aujourd’hui place de la Concorde, à Paris) par Gabriel.
- 24 août : inauguration de la façade baroque de l’église Saint-Louis à Versailles.
- L'architecte italien Bartolomeo Rastrelli conçoit le Palais d'Hiver de Saint-Pétersbourg.
- Palazzo Pompei à Potsdam, construit sur les plans de Carl Ludwig Hildebrandt.
- Début de la construction de l'hôtel de ville de Braga au Portgal, sur les plans d'André Soares.

## Événements
- Publication des Observations sur les antiquités de la ville d'Herculanum de Jérôme Charles Bellicard et Charles-Nicolas Cochin

## Récompenses
- Prix de Rome (sujet : « un salon accompagné de trois autres plus petits, disposés triangulairement et régulièrement autour du plus grand ») : Pierre-Louis Helin, premier prix.

## Naissances
- 5 mars : Léon Dufourny († 16 septembre 1818).

## Décès
- 19 mars : Germain Boffrand (° 16 mai 1667).
- Charles-Étienne Briseux (° ca.1680).